# Musaranya llúdria nana
La musaranya llúdria nana (Micropotamogale lamottei) és una espècie de tenrec. Viu a Costa d'Ivori, Guinea i Libèria. Es tracta d'un animal nocturn i semiaquàtic. Està amenaçada per la mineria, l'expansió de l'agricultura i l'augment de l'activitat humana al seu medi.
Fou anomenada en honor de Maxime Lamotte, zoòleg i catedràtic francès.